# 2-я истребительная югославская эскадрилья

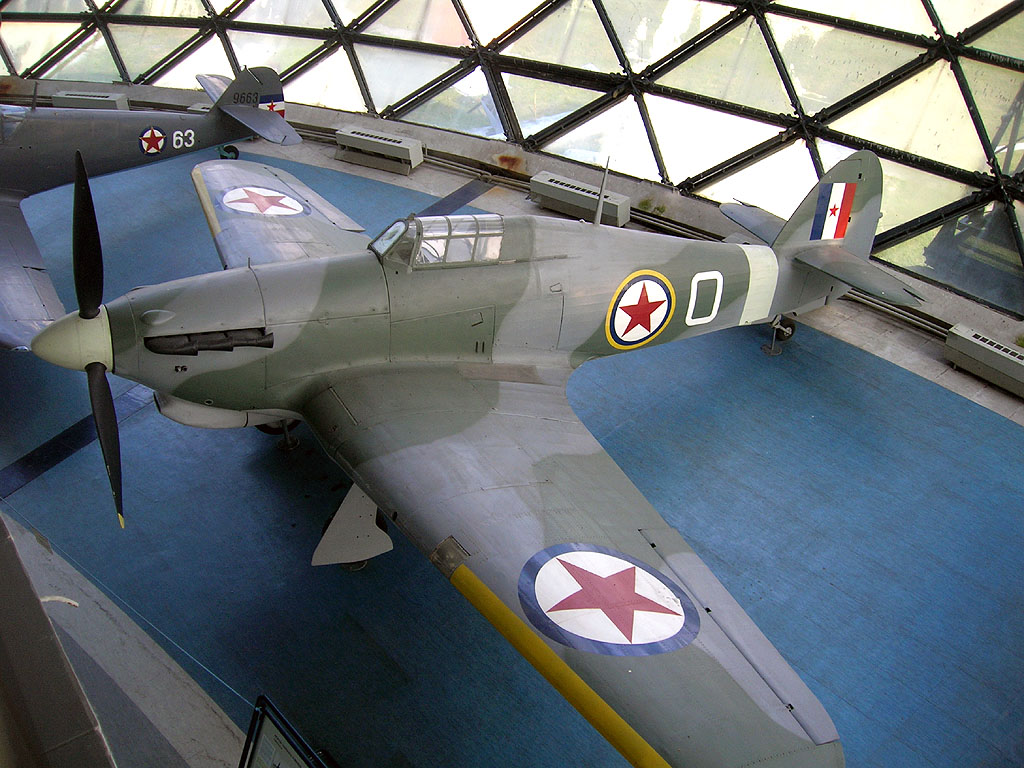
«Хоукер Харрикейн» 2-й эскадрильи (Музей воздухоплавания, Белград)

2-я истребительная югославская эскадрилья (серб. Друга ловачка ескадрила НОВЈ / Druga lovačka eskadrila NOVJ), в составе ВВС Великобритании — 351-я эскадрилья Королевских ВВС (англ. No. 351 Squadron RAF) — югославское авиационное подразделение Королевских ВВС Великобритании, а затем и Военно-воздушных сил Народно-освободительной армии Югославии. Первое в истории коммунистической Югославии официальное подразделение военно-воздушных сил.

## История

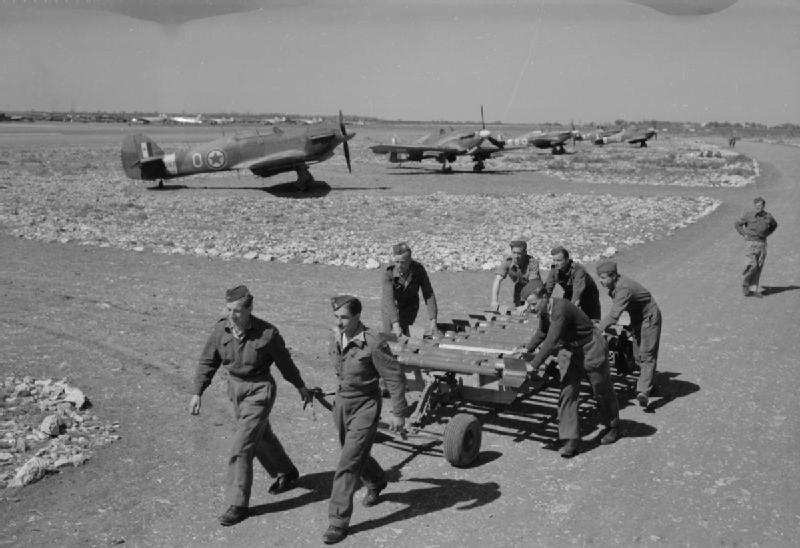
Транспортировка 3-дюймовых ракет RP-3 для 2-й истребительной югославской эскадрильи, Пркос, 1945 год

1 июля 1944 на аэродроме Бенина (ныне Ливия) было сформировано второе югославское подразделение ВВС Великобритании — 352-я истребительная югославская эскадрилья. Основу эскадрильи с момента её формирования и до конца составляли истребители Hawker Hurricane (сначала модели IIC, затем IV). В сентябре 1944 года эскадрилья перебазировалась в Италию в состав 281-го авиакрыла.  Она участвовала в помощи югославским партизанам НОАЮ. Основной базой служил остров Вис, ставший официальной базой с 1 февраля 1945.
Эскадрилья делилась на два отряда A и B, в каждом из которых были по 8 истребителей «Хоукер Харрикейн». Обслуживающий персонал был набран из служащих Королевских ВВС Югославии, а экипаж состоял из персонала 1-й авиабазы НОАЮ. Командовал эскадрильей капитан Александар Ценич, подразделениями A и B командовали также лейтенант Станислав Воук и капитан Францис Еж. Первую оперативную миссию эскадрилья начала выполнять 23 октября 1944. За девять месяцев войны 351-я эскадрилья ВВС Великобритании совершила 971 вылет, выполнив 226 заданий, куда входила воздушная поддержка наземных войск, прикрытие авиационных групп, разведывательные полёты и так далее. В качестве авиабаз использовались базы в Каннах, на острове Вис и в Земунике. Эскадрилья понесла потери в размере 23 пилотов, из них четверо погибли в бою (в том числе и командир).
5 апреля 1945 штаб-квартира эскадрильи была перенесена в Пркос (Югославия), где и осталась до конца войны. После завершения войны 16 мая 1945 эскадрилья была исключена из состава ВВС Великобритании: 18 мая после объединения с 1-й югославской эскадрильей был создан 1-й истребительный авиаполк, которым стал командовать Джуро Иваншевич.

## Авиапарк
| Начало эксплуатации | Конец эксплуатации | Самолёт          | Вариант |
| ------------------- | ------------------ | ---------------- | ------- |
| Июль 1944           | Сентябрь 1944      | Hawker Hurricane | IIC     |
| Сентябрь 1944       | Июнь 1945          | Hawker Hurricane | IV      |

## Штаб

### Командование
- Командиры: Александар Ценич (капитан)
- Политрук: Яков Рудич

### Отряд A
- Командиры: Станислав Воук (лейтенант), Милош Маринович (капитан)
- Заместители: Кирил Здраевский (капитан)

### Отряд B
- Командиры: Бранивой Майцен (лейтенант)
- Заместители: Франьо Еж (капитан)